# زه روبرتو
ژوزه روبرتو دا سیلوا ژونیور (پرتغالی: José Roberto da Silva Júnior؛ زادهٔ ۶ ژوئیهٔ ۱۹۷۴) که عموماً با نام زه روبرتو شناخته می‌شود، بازیکن فوتبال پیشین اهل برزیل است.
از باشگاه‌هایی که در آن بازی کرده‌است می‌توان به رئال مادرید، فلامینگو، بایر لورکوزن، بایرن مونیخ، سانتوس، هامبورگ، الغرافه، گرمیو و پالمیراس اشاره کرد.
این بازیکن همچنین بین سال‌های ۱۹۹۵ تا ۲۰۰۶، ۸۴ بار برای تیم ملی فوتبال برزیل به میدان رفته‌است و طی این مدت ۶ گل به ثمر رسانده‌است.

## افتخارات

### باشگاهی
رئال مادرید
- لا لیگا: ۹۷–۱۹۹۶
- سوپر جام فوتبال اسپانیا: ۱۹۹۷
- لیگ قهرمانان اروپا: ۹۸–۱۹۹۷

بایرن مونیخ
- بوندس‌لیگا: ۰۳–۲۰۰۲، ۰۵–۲۰۰۴، ۰۶–۲۰۰۵، ۰۸–۲۰۰۷
- جام حذفی فوتبال آلمان: ۰۳–۲۰۰۲، ۰۵–۲۰۰۴، ۰۶–۲۰۰۵، ۰۸–۲۰۰۷
- لیگا پوکال: ۲۰۰۴، ۲۰۰۷

الغرافه
- جام امیر قطر: ۲۰۱۲

پالمیراس
- جام حذفی فوتبال برزیل: ۲۰۱۵
- مسابقه قهرمانی سری آ برزیل: ۲۰۱۶

### ملی
تیم ملی فوتبال برزیل
- کوپا آمریکا: ۱۹۹۷، ۱۹۹۹
- جام کنفدراسیون‌ها: ۱۹۹۷، ۲۰۰۵

### فردی
- بهترین‌های جام جهانی فوتبال: ۲۰۰۶[۳]